# Tabasconura tapijulapana
Genre
Espèce
Tabasconura tapijulapana, unique représentant du genre Tabasconura, est une espèce de collemboles de la famille des Neanuridae.

## Distribution
Cette espèce est endémique du Tabasco au Mexique.Elle se rencontre dans la grotte Cueva de las Sardinas à Tacotalpa.

## Description
La femelle holotype mesure 1,86 mm.

## Publication originale
- Palacios-Vargas & Catalán, 2015 : Tabasconura tapijulapana gen. nov sp nov (Collembola: Neanuridae) from Tabasco, Mexico. Zootaxa, no 3947(1), p. 131-138.